# ریچل هرد-وود
ریچل هِرد-وود (انگلیسی: Rachel Hurd-Wood؛ زادهٔ ۱۷ اوت ۱۹۹۰) یک هنرپیشه، و مانکن اهل انگلستان است که از ۲۰۰۲ تاکنون مشغول فعالیت است.

## فیلم‌شناسی
از فیلم‌ها یا برنامه‌های تلویزیونی که وی در آن نقش داشته‌است می‌توان به آثار زیر اشاره کرد:
- قصه یک آدمکش
- دوریان گری (فیلم ۲۰۰۹)
- یک جن‌زده آمریکایی
- سولومون کین
- فردا، وقتی جنگ آغاز شد
- شرلوک هلمز و پرونده جوراب ابریشمی